# Звёздные войны. Эпизод III: Месть ситхов (роман)
Звёздные войны. Эпизод III: Месть ситхов (англ. Star Wars Episode III: Revenge of the Sith) — фантастический роман американского писателя Мэтью Стовера, новеллизация одноимённого кинофильма. В США издан 2 апреля 2005 года издательством Del Rey Books. В России вышел в том же году (подписан в печать 20 июля 2005 года) в издательстве «Эксмо».

## Сюжет
Роман написан на основе сценария Джорджа Лукаса к кинофильму «Звёздные войны. Эпизод III: Месть ситхов». Сюжет романа, за исключением некоторых малозначительных деталей, в целом соответствует сюжету фильма, однако в романе часть эпизодов описаны более подробно, повышенное внимание уделено мотивации героев романа и фильма, разъяснены причины некоторых их действий.
Так, например, в романе гораздо больше места, чем в фильме, отведено описанию состоявшейся в присутствии канцлера Палпатина дуэли между ситхом (графом Дуку, он же Дарт Тиранус) и двумя джедаями: Энакином Скайуокером и Оби-Ваном Кеноби. При этом схватка описана от третьего лица, но через восприятие её графом Дуку, который изначально не имел намерения победить в этой дуэли, но не опасался и поражения. Как следует из текста романа, по плану, озвученному Дартом Сидиусом, результатом попытки джедаев спасти канцлера должна была стать сдача графа Дуку в почётный плен и прекращение войны. Однако Дарт Сидиус (он же — канцлер Палпатин) обманул и предал графа Дуку, приказав Энакину Скайуокеру убить его, побеждённого и обезоруженного. Как показано в романе, совершив этот поступок, Энакин почти сразу осознал, что в результате стал военным преступником.
Из романа можно также узнать, почему C-3PO, в своё время собранный Энакином Скайуокером и принадлежавший ему, стал дроидом-распорядителем сенатора Амидалы, а принадлежавший ей R2-D2 — боевым астродроидом Энакина. Отмечено также особое отношение Скайуокера к R2-D2. Для Энакина он не просто робот, а ещё и друг.

## Рецензии
В русскоязычном журнале «Мир фантастики» № 24 за август 2005 года опубликована рецензия на
русское издание романа. В рецензии подчёркнуто, что роман не является типичной новеллизацией популярного фильма. В отличие от большинства таких книг, написанных «на крайне невысоком литературном уровне», произведения Стовера «выделяются неординарным и „вкусным“ литературным языком». В рецензии отмечено, однако, что переводчики «не смогли в полной мере передать красоту языка автора», но в целом их усилия, как и творчество автора, оценены положительно.